# Erica gigantea
Erica gigantea är en ljungväxtart som beskrevs av Johann Friedrich Klotzsch och George Bentham. Erica gigantea ingår i släktet klockljungssläktet, och familjen ljungväxter. Inga underarter finns listade i Catalogue of Life.